# Tysklands arméinspektör
Tysklands arméinspektör, formellt inspektören av hären (tyska: Inspekteur des Heeres), är den främste företrädaren och representanten för försvarsgrenen armén inom Tysklands försvarsmakt.
Arméinspektören är chef för armékommandot (tyska: Kommando Heer) som ingår i arméns organisationsområde. Armékommandot är direkt underställt försvarsministeriet och är den centrala kontaktpunkten för försvarsministeriet i arméspecifika frågor. Armékommandot har säte i Strausberg (Von-Hardenberg-Kaserne).
Samtliga befattningshavare har haft tjänstegraden som generallöjtnant.

## Lista över befattningshavare
| Nr | Namn                                  | Porträtt | Tillträdde        | Avgick            |
| -- | ------------------------------------- | -------- | ----------------- | ----------------- |
| 1  | Hans Röttiger (1896–1960)             |          | 21 september 1956 | 15 april 1960     |
| 2  | Alfred Zerbel (1904–1987)             |          | 16 april 1960     | 30 september 1964 |
| 3  | Ulrich de Maizière (1912–2006)        |          | 1 oktober 1964    | 24 augusti 1966   |
| 4  | Josef Moll (1908–1989)                |          | 25 augusti 1966   | 30 september 1968 |
| 5  | Albert Schnez (1911–2007)             |          | 1 oktober 1968    | 30 september 1971 |
| 6  | Ernst Ferber (1914–1998)              |          | 1 oktober 1971    | 30 september 1973 |
| 7  | Horst Hildebrandt (1919–1989)         |          | 1 oktober 1973    | 31 mars 1979      |
| 8  | Johannes Poeppel (1921–2007)          |          | 1 april 1979      | 30 september 1981 |
| 9  | Meinhard Glanz (1924–2005)            |          | 1 oktober 1981    | 30 september 1984 |
| 10 | Hans-Henning von Sandrart (1933–2013) |          | 1 oktober 1984    | 25 september 1987 |
| 11 | Henning von Ondarza (född 1933)       |          | 26 oktober 1987   | 26 september 1991 |
| 12 | Jörg Schönbohm (1937–2019)            |          | 27 oktober 1991   | 18 februari 1992  |
| 13 | Helge Hansen (född 1936)              |          | 18 februari 1992  | 21 mars 1994      |
| 14 | Hartmut Bagger (född 1938)            |          | 21 mars 1994      | 6 februari 1996   |
| 15 | Helmut Willmann (född 1940)           |          | 6 februari 1996   | 28 mars 2001      |
| 16 | Gert Gudera (född 1943)               |          | 28 mars 2001      | 3 mars 2004       |
| 17 | Hans-Otto Budde (född 1948)           |          | 3 mars 2004       | 24 mars 2010      |
| 18 | Werner Freers (född 1954)             |          | 24 mars 2010      | 11 september 2012 |
| 19 | Bruno Kasdorf (född 1952)             |          | 11 september 2012 | 16 juli 2015      |
| 20 | Jörg Vollmer (född 1957)              |          | 16 juli 2015      | 13 februari 2020  |
| 21 | Alfons Mais (född 1962)               |          | 13 februari 2020  | Sittande          |